# Bertran de Mont-rodon i de Sorribes

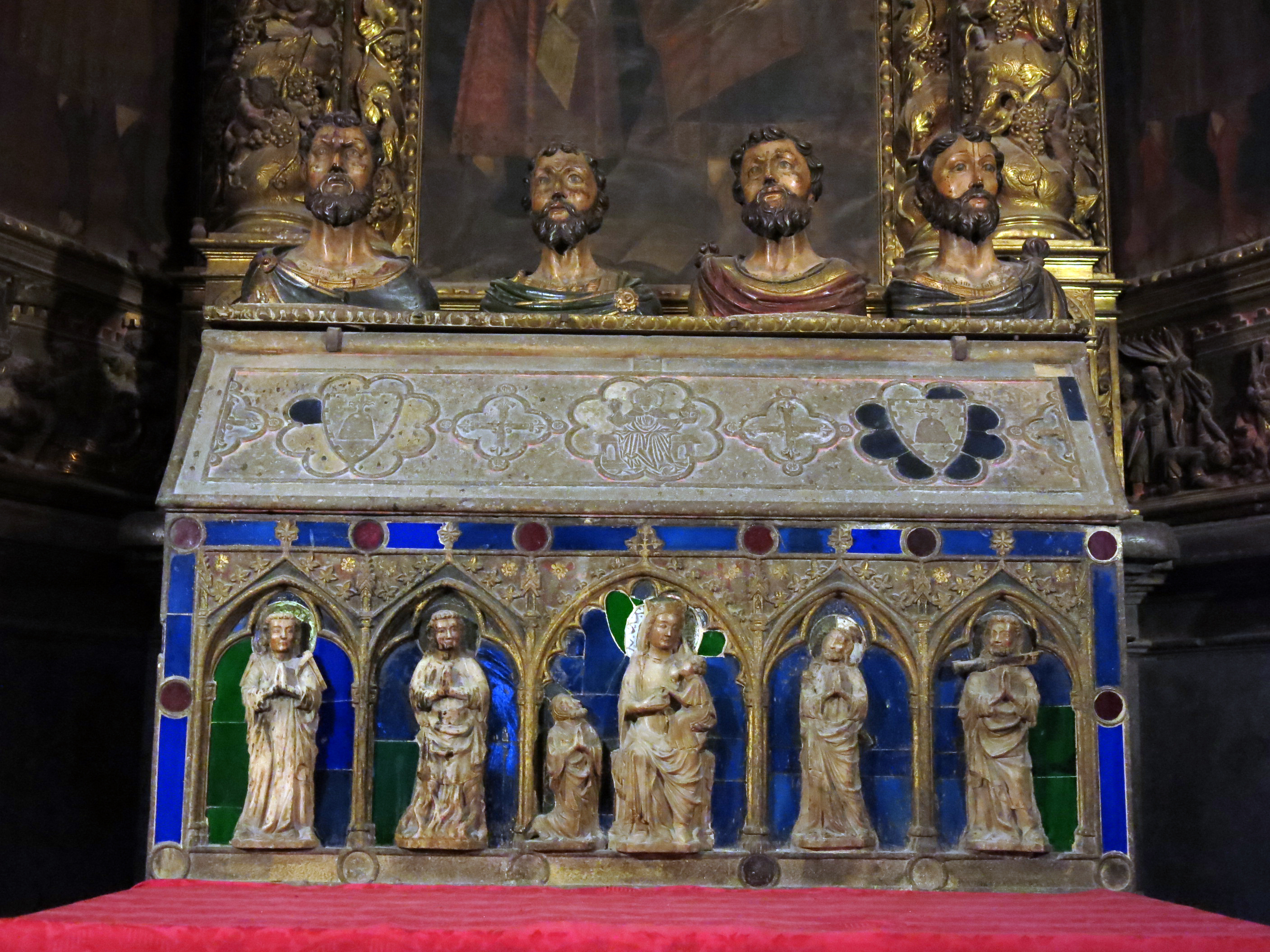
Die Kapelle der Heiligen Märtyrer in der Kathedrale von Girona, in der seitlich die beiden „Mont-rodon-Bischöfe“ (hier nicht abgebildet) beigesetzt sind.

Bertran de Mont-rodon i de Sorribes (* um 1325 in Taradell; † 4. Oktober 1384 in Girona) war ein mittelalterlicher katalanischer Kanoniker und Bischof von Girona. Er war der Sohn des Vikars von Vic Bernat de Mont-rodon († 1338) und der Neffe des Bischofs Arnau de Mont-rodon.

## Leben und Werk
Bertran de Mont-rodon gehörte der aus Vic stammenden Adelsfamilie Mont-rodon an. Er wirkte ab 1338 als Domherr von Girona. 1342 wurde er zum Archediakon von Besalú ernannt. 1373 wurde er Generalvikar von Bischof Satria. Im folgenden Jahr wurde er selbst zum Bischof von Girona ernannt. 
Bertran de Mont-rodon führte die Tätigkeit seines Onkels Arnau de Mont-rodon fort.
Er wurde in einem prächtigen Alabastersarkophag in der Kapelle der heiligen Märtyrer der Kathedrale von Girona in der Nähe seines Onkels, Bischof Arnau de Mont-Rodon, beigesetzt.